# Liu Wei (basquetebolista)
Liu Wei (chinês: 刘炜) (Liaoning, 15 de janeiro de 1980) é um basquetebolista chinês que atualmente joga pelo  Xianjiang Flying Tiger disputando a Liga Chinesa de Basquetebol. O atleta possui 1,88m e atua na posição armador. Fez parte do selecionado chinês que conquistou a vaga para o torneio olímpico de basquetebol dos Jogos Olímpicos de Verão de 2016 no Rio de Janeiro.